# Robin Casse
Robin Casse (Mortsel, 7 juli 1999) is een Belgisch acro-gymnast. 

## Levensloop
In 2017 behaalde hij samen met Kilian Goffaux brons op de Wereldspelen in het Poolse Wrocław. Daarnaast behaalde het duo dat jaar goud in de tempofinale en zilver in de allround- en balansfinale op het EK in het Poolse Rzeszów.
In 2019 trad hij toe tot het Belgisch kwartet-team ter vervanging van de geblesseerde Bram Geussens. Het kwartet bestond voorts uit Hannes Garré, Jonas Anthoon en Noam Patel. Samen behaalden ze zilver op de wereldbeker-manche in het Portugese Maia en brons in de Belgische WB-manche te Puurs. Daarnaast behaalden ze zilver in de balansoefening en brons in de allround-rangschikking op het EK van 2019 in het Israëlische Holon.
Op de wereldkampioenschappen van 2021 behaalde hij samen met Noam Patel zilver op de allround 'heren duo'.
Zijn drie broers Matthias (judo), Jeroen (judo) en Vincent (acrogym) zijn ook sportief actief.